# 野村財閥

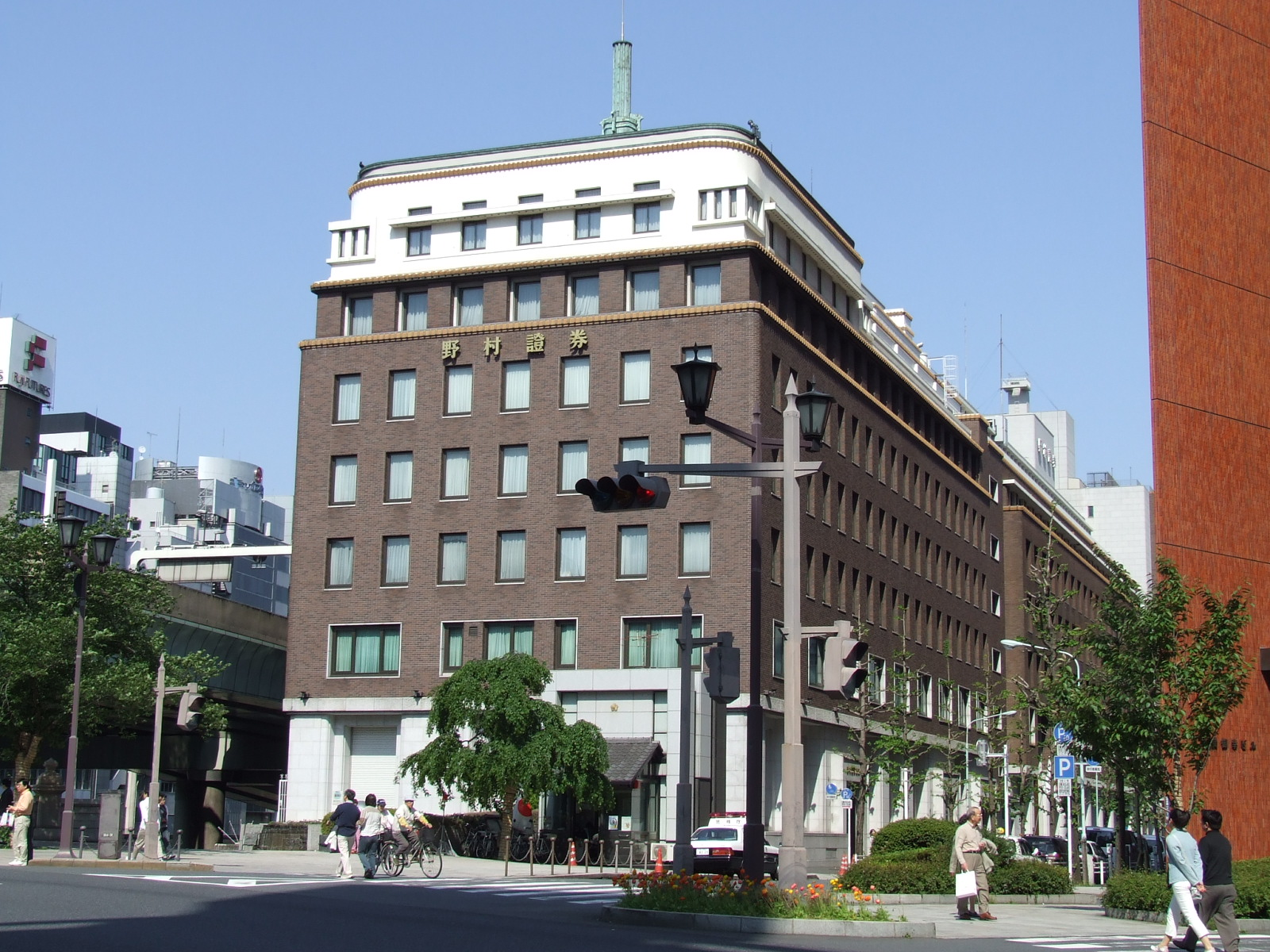
野村證券本社
（旧：野村銀行東京支店）

野村財閥（のむらざいばつ）は、野村徳七 (二代)により設立された金融資本を中心とした旧財閥。10大財閥の1つ。

## 概要
野村徳七 (初代)が小規模両替店を始めるが、その子である野村徳七 (二代)が両替商の将来性を憂い、父からの出資を得て「有価証券現物問屋 野村商店」を創業。その後、日露戦争や第一次世界大戦の好景気を背景に財を成し、1918年（大正7年）に大阪野村銀行（野村銀行→（財閥解体による商号変更）→大和銀行→（あさひ銀行との合併）→りそな銀行）、1922年（大正11年）に野村合名会社、1925年（大正14年）に大阪野村銀行の証券部を分社して野村證券をそれぞれ設立した。
昭和金融恐慌によって金融機関の破綻と整理が進む中、破綻を回避した金融機関は事業の多角化を図った。その流れに沿って野村財閥は、貿易、保険、工業、紡績などにも進出。また藤田財閥系の大正信託（のちの野村信託）、共保生命保険（のちの野村生命保険）を買収した。1933年12月には、いずれも大阪に本店を置く三十四銀行、山口銀行、鴻池銀行の合併によって三和銀行（現：三菱UFJ銀行）が発足するが、この際には野村銀行も参加が求められた。しかし、徳七 (二代)は野村財閥の中核である野村銀行が合併すれば財閥の存否が危うくなるとして合併の申し入れを拒否。孤塁を守った。
金融部門以外の著名な事業としては、東南アジア・ブラジルにおけるプランテーション・牧場事業、北海道におけるイトムカ鉱山等での水銀生産、フランス領ニューカレドニアにおけるニッケル生産が挙げられる。当初から金融財閥を指向していたものではなく、鉱工業部門の弱体克服のため、理化学研究所及び理研産業団と親密な時期もあった。
終戦による財閥解体で野村財閥は解散。各社は独自の道を歩み、財閥商号使用禁止で、野村銀行は大和銀行、野村生命保険は東京生命保険と改称した。他方、野村證券は頑強に商号変更を拒否し社名を存続させた。

### 旧系列主要企業の近年の動静
戦後、上位都市銀行は融資系列で企業集団を率いたが野村財閥は大正時代における新興財閥であり大和銀行をメインバンクとする巨大企業は多くはなかった。大和銀行は1990年代以前に、信託併営を認められた唯一の都市銀行であったため、出店店舗数は限られてはいたが、企業年金の残高や主幹事数は信託銀行含めトップを堅持していたため、他の都銀との合併における有力な花嫁候補として、名が取りざたされたこともあった。しかし、1995年9月、大和銀行ニューヨーク支店巨額損失事件が発覚。これによって米国から追放処分を受け、1998年には海外業務から撤退。1995年当時は住友銀行との合併を噂された（日経新聞に記事掲載）。
最終的に2003年3月にあさひ銀行と経営統合。りそな銀行となった。
東京生命保険は1997年のアジア通貨危機で経営不振に陥り、2000年に国内中堅生保が相次いで経営破綻したことで、信用不安が生まれ、翌年3月に自主再建を断念。経営破綻した。（旧野村財閥の新年会にて大和銀行、野村証券、東京生命等で救済も話し合われたとのことだが大和銀行の海保頭取が固辞したとされる）破綻後、大同生命と太陽生命がスポンサーとなり、T&Dホールディングス傘下のT&Dフィナンシャル生命保険として再建された。
2001年、野村證券は持株会社移行に伴い野村證券と持株会社の野村ホールディングスに機能を分割。旧野村證券が野村ホールディングス（持株会社）に衣替えし、新たに旧野村證券が行っていた証券・付帯業務を行う事業会社、新・野村證券を設立した。なお、新・野村證券はりそな銀行を含む近畿地方に地盤のある企業40社で構成されている大輪会に参加している一方で、野村ホールディングスは大和銀行と同じく大阪を発祥としている三和銀行（現・三菱UFJ銀行）の融資系列で構成されているみどり会（三和グループ）に参加している。

## 昭和10年代の支配企業

### 直系会社
- 野村銀行（大和銀行の財閥解体前の商号）
- 野村證券
- 野村信託 （現：野村信託銀行とは別法人。当時の法人は1944年に野村銀行が吸収合併[9]）
- 野村生命保険
- 野村東印度殖産
- 野村南米農場（ブラジルパラナ州のファゼンダを1926年に入手し発展させた[10]）
- 新嘉坡野村商店
- 野村林業
- 帝国潤滑油工業（後の帝潤化成）
- ヤマト産業
- 蝶矢シャツ製造所
- スタンダード靴
- ヌベル・カレドニー鉱業
- ラ・ソシエテ・ル・フェル
- 野村鉱業（当初はヤマト鉱業）
  - 大和金属鉱業 - 戦後の子会社

### 傍系企業
- 大阪瓦斯
- 杉村倉庫
- 東洋製紙工業
- 台湾繊維工業
- 阜新製作所
- 秘露綿花
- 日東精工

### 関係会社
- 日満繊維工業
- 満州豆稈パルプ
- 満州工廠
- 明治製革
- 新大阪ホテル
- 南洋企業
- 東日館
- 新民印書館

## 主な系譜を引く企業
- 野村ホールディングス（みどり会にも加盟。野村證券と多数あるその関連企業のみで野村グループ（野村證券グループ）とする場合もある）
  - 野村證券
  - 野村アセットマネジメント
  - 野村信託銀行
  - 野村プロパティーズ
    - 野村ファシリティーズ（現：野村プロパティーズ）
    - 野村土地建物（現：野村プロパティーズ）

  - 杉村倉庫（大和銀行の融資協力により野村證券グループが支援）
  - 大東京火災海上保険（トヨタ自動車系の千代田火災と合併、あいおい損害保険、現在はあいおいニッセイ同和損害保険。みどり会にも加盟。）
- 野村不動産ホールディングス
  - 野村不動産
  - 野村不動産パートナーズ
  - 野村不動産ソリューションズ
  - 野村不動産投資顧問株式会社 - 不動産投資運用全般（私募ファンド・上場REIT・国内外不動産投資・投資一任業務受託など）
    - 野村不動産マスターファンド投資法人（J-REIT）
    - 野村不動産プライベート投資法人（私募リート）

  - 野村不動産ライフ&スポーツ株式会社
  - 野村不動産熱供給株式会社 - 横浜ビジネスパークにおける蒸気・冷水の供給など
  - 野村不動産コマース - 商業施設の調査・企画など
  - 野村不動産ウェルネス - シニア向け住宅・サービスの開発企画・運営
  - 野村不動産ホテルズ - ホテル事業
    - 株式会社UHM - 野村不動産ホテルズと統合し消滅。

  - 野村不動産アメニティサービス
  - 株式会社プライムクロス - ネット広告・マーケティングなど
  - ファースト リビング アシスタンス
  - Lothbury Investment Management Limited
  - ZEN PLAZA CO.,LTD
  - NOMURA REAL ESTATE ASIA PTE. LTD.
  - NOMURA REAL ESTATE HONG KONG LIMITED
  - NOMURA REAL ESTATE (THAILAND) CO.,LTD
  - NOMURA REAL ESTATE VIETNAM CO.,LTD
  - 北京首開野村不動産管理
  - 野村房地産諮詢（上海）
- 野村総合研究所
- 大和銀行（現：りそな銀行）
  - コスモ証券（現：岩井コスモ証券 岩井系）
  - 富士火災海上保険（AIG傘下、2018年に吸収合併され現在はAIG損害保険）
  - 野村オートリース（旧大和銀行の元関連会社。現在はイチネングループの子会社群の一社）
  - 大和ギャランティ（旧新日本保証。旧大和銀行の関連会社 → 現：りそな保証の直接子会社）
  - りそなカード（旧大和カード、当時の旧大和銀グループにより設立。現行の会社はりそなHDとクレディセゾンの両社合弁）
- メルクス（旧称:明治製革）
- 大阪ガス（大輪会メンバーだが、三和グループ時代最後の三水会新規メンバー企業でもあった。三和グループについてはみどり会も参照のこと）
- 東京生命保険（経営破綻の後、現在はT&Dフィナンシャル生命保険）
- あおみ建設（旧称:佐伯建設工業 → 佐伯国土建設）
- 野村殖産
  - 野村建設工業
- CHOYA（旧称:蝶矢、現在は日清紡グループの事業子会社）
- 日本触媒（昭和期に野村と急接近、元新日鉄翼下、現在は住友化学グループ色でJXTGグループとも関係強化へ）
- 東洋テック（戦後に旧大和銀行グループより事業継承した法人向け主体の警備会社、セコム・関西電力などと提携、現在は筆頭株主のセコムが支配株主）
- 新日本理化
- 東京特殊電線（戦後に古河グループ入り）
- 朝日火災海上保険（財閥系では昭和期最後発の損保会社。設立に協力した野村證券、かつての第一銀行からの関係で旧第一勧業銀行とも親密、現在は支配株主となっていた野村土地建物を完全子会社化した野村ホールディングスの孫会社）
- 野村貿易（旧野村貿易から分社）
- 野村興産（旧野村鉱業の後進会社で、「イトムカ興産株式会社」として1973年設立。同時期に解散した野村鉱業の資産を引き継いで現社名に改称、含水銀廃棄物の再処理事業を展開。2001年に旧野村鉱業系列で、野村興産傘下の子会社であった大和金属鉱業を吸収合併）
- 北興化学工業（旧野村鉱業の薬品部門）
- ノムラ・ジャパン
- 野村美術館
- 碧雲荘

## 広報・広告
1980年代 - 1990年代前半にかけて関西テレビ製作フジテレビ系月曜夜10時枠ドラマのスポンサーを担った。また野村證券のスポンサー枠で野村グループのTVCMも出稿した。また証券業界の不祥事（損失補填）により広告出稿を自粛した時期もあった。BGMは大貫妙子「花・ひらく夢」であった。
最近ではテレビ東京系で放送された世界卓球選手権のスポンサーでもあった。なお、流されたTVCMは一時期野村證券グループで放送されたものを若干修正したものだった。

### 注
1. ↑  1987年に大和銀行は、近畿地方に地盤のある企業40社で「国際花と緑の博覧会」におけるパビリオン出展等を目的に「大輪会」を結成。大輪会は53社が加盟（2015年7月現在）し、大阪市の緑化事業に寄付をするなど慈善事業を中心に活動している。